# Кенгуру.про
 КЕНГУРУ.ПРО  — российская компания. Производит уличное спортивное оборудование - воркаут, панна-футбол, баскетбольные стойки, боксёрские стойки, теннисные столы и строит спортивные площадки по всему миру.
На сентябрь 2020 года площадки построены в 47 странах. В 21 стране КЕНГУРУ.ПРО представлена официальными дилерами.   (воркаута). Образована в 2011 году в Москве Максимом Поповым и Максимом Неверовым. Лауреат всероссийских конкурсов социального предпринимательства «Наше будущее» и «Импульс добра».

## История
Находясь в 2010 году в Австралии, Максим Попов познакомился с воркаутом — системой упражнений с собственным весом, выполняемых на турниках и брусьях на открытом воздухе.
В 2011 году вернувшись в Москву, он решил заняться производством оборудования для таких площадок. Идея бизнеса состояла в создании собственного комплекса и убеждении городских властей его покупать.
Для разработки и реализации первого проекта площадки, был взят кредит в 150 000 рублей. Совместно с инженерами было спроектировано 22 элемента площадок: рукоходы, шведские стенки, турники, брусья, упоры, лавочки. Подготовка к открытию заняла около полугода. Понимая, что новый, неизвестный на рынке продукт никто покупать не будет, предприниматели решили подарить первую созданную площадку парку Сокольники.
Результатом остались довольны обе стороны, парк получил современную спортивную площадку, а компания Кенгуру.про благодарственное письмо от администрации парка и возможность сделать профессиональные фотографии реализованного проекта. Далее, заказав у дизайнеров несколько 3D-моделей других площадок, представители компании стали обращаться в различные структуры города, с целью привлечения внимания к своему социальному проекту, результатом стала установка еще трёх площадок на юге Москвы.
Поворотным моментом в истории компании стал 2012 год. В начале года, компания получила возможность участия в выставке по благоустройству города в мэрии. После выставки пошли первые крупные заказы от муниципалитетов города.

## Путь развития компании
За 2012 год было продано более 100 площадок, среди которых можно выделить крупные по площади (600 кв. м.) площадки в Парке Горького, Лужниках и Тушинском парке. В этом же году, компания установила площадку в колонии для несовершеннолетних под Можайском на собственные средства.
В 2013 - компания вновь продала более 100 площадок, выйдя уже на региональный уровень.
В 2014 - компания вышла на международный рынок, установив площадки под своим брендом в Армении, Франции и Турции.
20 % выручки компании составляют прямые госзаказы, остальные 80 % это субподряды от компаний, выигравших тендер на комплексное благоустройство больших городских территорий. Средняя стоимость одной продаваемой компанией площадки — 350 000 рублей. Годовой оборот компании около 10 млн рублей.
В 2019 году КЕНГУРУ ПРО строит 2 больших общественных воркаут площадки в Австралии. Оборудование на обеих площадках обработано методом горячего цинкования.
По итогам года госзаказы составляют 3% от общего портфеля заказов. Компания активно работает с юридическими и частными лицами.
В 2020 году КЕНГУРУ ПРО отправляет первый контейнер с оборудованием в США. Компания активно строит площадки для частного сектора - владельцев загородных домов. По итогам года продажи частным лицам составляют 35% от выручки.
КЕНГУРУ ПРО поддерживает Федерацию воркаута России. Благодаря этому популяризирует развитие массового спорта в стране. .
В 2021 году КЕНГУРУ ПРО начинает производить столы для настольного тенниса и футбольные ворота с баскетбольным щитом. Отправлен второй контейнер с оборудованием в США.